# Diágrafo
Se llama diágrafo a un instrumento que sirve para trazar sobre una hoja de papel los cuadros u objetos tal como aparecen a la vista y tanto más pequeños cuanto el operador está más alejado de ellos.
El diágrafo fue inventado en el siglo XVI por el arquitecto Cigosi y fue perfeccionado por Gavard en 1830. El aparato se compone de una lente por medio de la cual se siguen los contornos de la imagen que se quieren reproducir en tanto que un cursor adaptado a dicha lente y provisto de un lápiz traza sobre un papel líneas semejantes a las observadas y seguidas por el rayo visual. El diágrafo fue aplicado por Gavard a la reproducción de los principales cuadros del palacio de Versalles. 